# 黄龙乡 (松潘县)
黄龙乡，是中华人民共和国四川省阿坝藏族羌族自治州松潘县下辖的一个乡镇级行政单位。

## 行政区划
黄龙乡下辖以下地区：
大湾村、建新村和三舍驿村。